# 扎波里日亚 (卡霍夫卡区)
扎波里日亚（烏克蘭語：Запоріжжя）是位於烏克蘭南部的村莊，由赫爾松州卡霍夫卡區的魯巴尼夫卡市鎮負責管轄。該村始建於1869年，面積0.55平方公里，海拔高度67米，2001年人口274，人口密度每平方公里495.5人。